# Metaponto (sito archeologico)

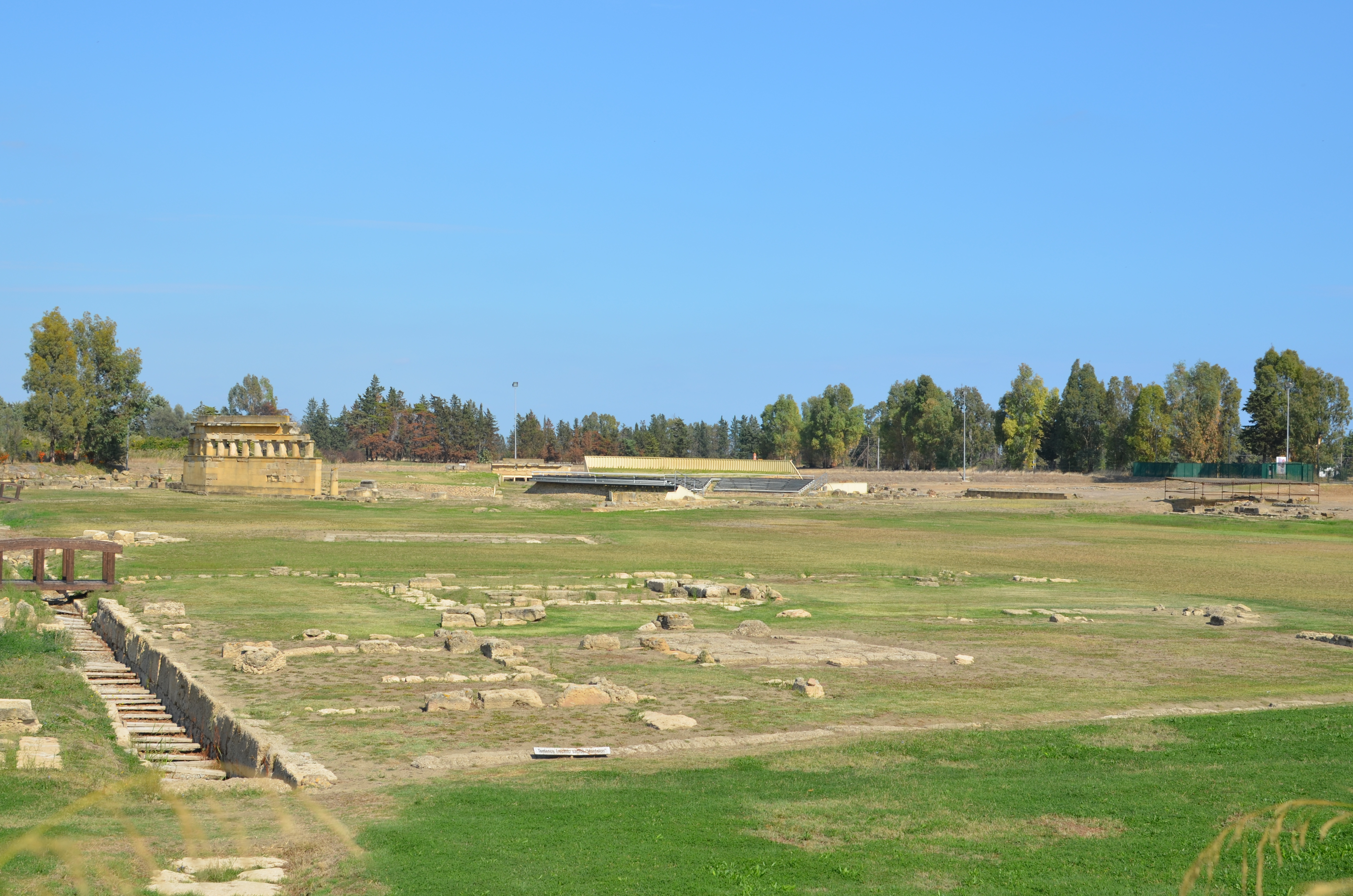
Veduta dell'area archeologica

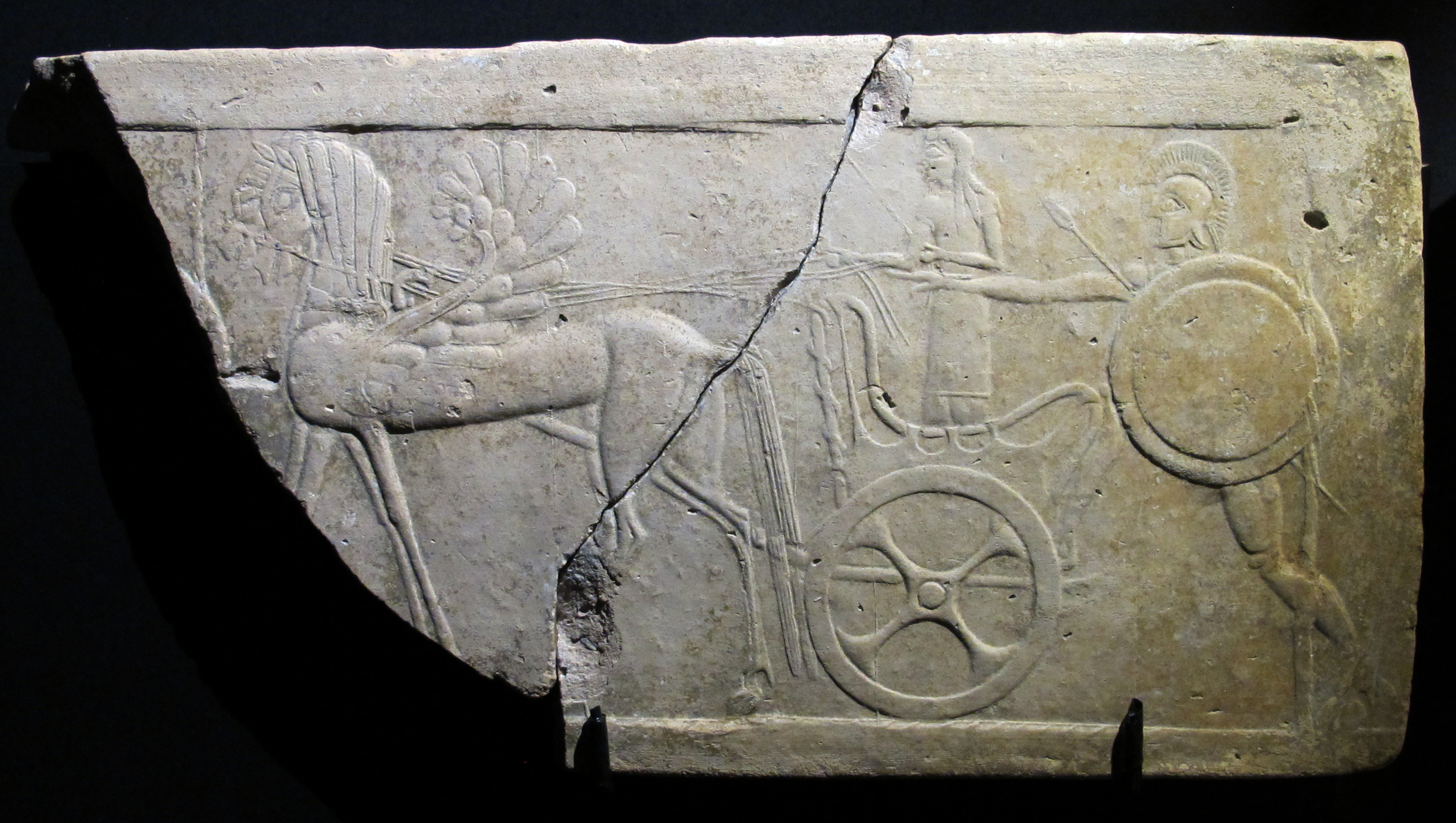
Lastra con scena di partenza dell'eroe e cavallo alato, VII sec a.C., Santuario di San Biagio alla Venella

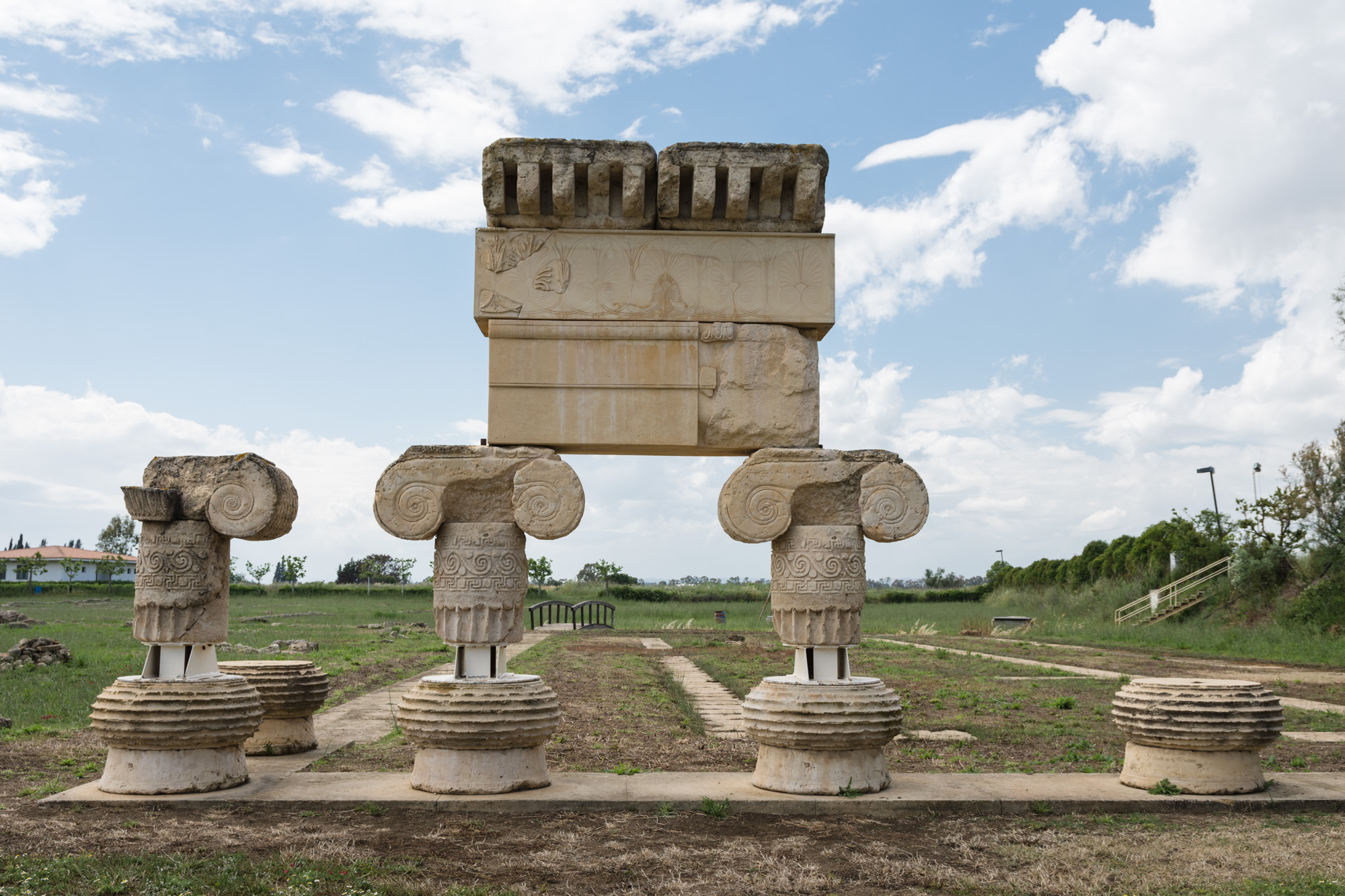
Calchi in gesso di colonne e trabeazione appartenenti al tempio D

Metaponto (in greco antico: Μεταπόντιον?, Metapóntion; in latino Metapontum) è un sito archeologico nei pressi di Metaponto, frazione del comune di Bernalda in provincia di Matera.
Il parco archeologico è a due chilometri dal Museo archeologico nazionale di Metaponto, dove sono custoditi molti dei reperti lì rinvenuti, a ridosso della strada statale 106 Jonica.
Metaponto fu una colonia greca fondata intorno alla seconda metà del VII secolo a.C. tra le foci dei fiumi Bradano e Basento, da gruppi achei provenienti dal Peloponneso (Acaia, Arcadia, Elide) su invito del Sibariti. La distruzione violenta e contemporanea dell'abitato indigeno dell'Incoronata di Pisticci e di questo nucleo più costiero sono la premessa per la fondazione della colonia che si insediava in un territorio deserto.
Nell'insieme sono riconoscibili le tracce di una notevole quantità di monumenti che hanno segnato la vita civile e religiosa della colonia, dalle fasi iniziali della sua fondazione, fino alla conquista romana avvenuta nei III secolo a.C. Le strutture, purtroppo, non sono conservate in maniera vistosa.
L'area sacra è racchiusa sui lati ovest e sud da ampie strade ortogonali, mentre sul lato est solo una fila di pilastrini la separa fisicamente dall'agorà. I depositi votivi ed i piccoli sacelli più antichi sono databili a cominciare dalla fine del VII secolo a.C., mentre i due maggiori templi (Heraion ed Apollonion) sono realizzati in stile dorico intorno alla metà del VI secolo. Essi sono l'espressione di un processo di monumentalizzazione del santuario che si conclude con la costruzione del tempio ionico (D) e con il rifacimento dell'edificio C, nei primi decenni dei V secolo a. e. I resti più imponenti appartengono al tempio di Hera (A). Il sacello C, dedicato ad Atena, si caratterizza per l'ampio basamento a grossi blocchi di calcare e per la piccola cella riferibile al primo impianto di inizio VI secolo a.C.
Le testimonianze di maggior rilievo del sito sono l'antiquarium (una struttura ottagonale), il teatro, il castro romano, l'agorà cittadina, la necropoli, i templi di Apollo Licio, Demetra, Afrodite, Hera e le Tavole Palatine, il tempio che delimitava i confini dell'antica città dedicato ad Hera.
Nell'area sacra sono situati: 
- il tempio di Atena (tempio C)
- il tempio di Apollo, di cui vi è una prima fase che non sembra mai completata (tempio B I) e che si daterebbe intorno al 570 a.C.; vi è poi una seconda fase (tempio B II) che sarebbe coeva al tempio A II
- il tempio di Hera (Tempio A I), di cui sono presenti solo le fondazioni e un secondo tempio di Hera (tempio A II) costruito sul precedente. Tutti questi templi, in stile dorico, sono stati costruiti tra il 570 a.C. e il 530 a.C.

- il tempio di Afrodite (su precedente dedicato ad Artemis) (tempio D) è stato, invece, edificato intorno al 470 a.C. in stile ionico. Con esso, il numero dei templi ionici presenti in Italia sale a cinque, in quanto si aggiunge a quelli di Elea, Ipponio, Locri e Siracusa.

Davanti agli ingressi dei templi sono situati i resti degli altari con vari elementi decorativi.
Ad est si sviluppa il muro di protezione dell'area sacra che la separa dall'agorà dove è situato il teatro. Nel VII secolo, questa zona era occupata da un ekklesiastèrion (resti visibili), costituito da un terrapieno senza gradini e trasformato almeno due volte nel corso del V secolo. La forma definitiva messa in luce dagli scavi sarà acquisita solo nella seconda metà del IV secolo. Alle spalle di quest'area si erge un altare della fine del VI secolo recante l'iscrizione "Diòs Agorà" dedicato a Zeus.
A sud, invece, è posto un ampio portico e un recinto trapezoidale con i resti di due imponenti strutture, identificato da alcuni storici come il luogo dedicato alla predizione e alla religiosità misterica (mantèion), tant'è che sarebbe stato visitato anche dal poeta-sciamano Aristea di Proconneso.
La città, con una superficie di 144 ettari, è protetta da una cinta muraria del VI secolo a.C. dotata di ingressi monumentali.